# Бохолт
Бохолт (њем. Bocholt) град је у њемачкој савезној држави Северна Рајна-Вестфалија. Једно је од 17 општинских средишта округа Боркен. Према процјени из 2010. у граду је живјело 73.403 становника. Посједује регионалну шифру (AGS) 5554008, NUTS (DEA34) и LOCODE (DE BHT) код.

## Географски и демографски подаци
Бохолт се налази у савезној држави Северна Рајна-Вестфалија у округу Боркен. Град се налази на надморској висини од 25 метара. Површина општине износи 119,4 km².

## Становништво
У самом граду је, према процјени из 2010. године, живјело 73.403 становника. Просјечна густина становништва износи 615 становника/km².

## Међународна сарадња
| Мјесто          | Држава               | Врста сарадње | Од    |
| --------------- | -------------------- | ------------- | ----- |
| Росендејл       | Уједињено Краљевство | партнерство   | 1952. |
| Арпажон сир Сер | Француска            | партнерство   | 1972. |
| Бохолт          | Белгија              | партнерство   | 1952. |
| Вуси            | Кина                 | пријатељство  | 1985. |
| Акмене          | Литванија            | пријатељство  | 1994. |
| Извор           |                      |               |       |

## Партнерски градови
- Bocholt
- Оријак
- Арпажон сир Сер